# Huntleya grandiflora
Huntleya grandiflora är en orkidéart som beskrevs av Jean-Baptiste de Lamarck. Huntleya grandiflora ingår i släktet Huntleya och familjen orkidéer.
Artens utbredningsområde är Colombia. Inga underarter finns listade i Catalogue of Life.